# Erosion (Geologie)

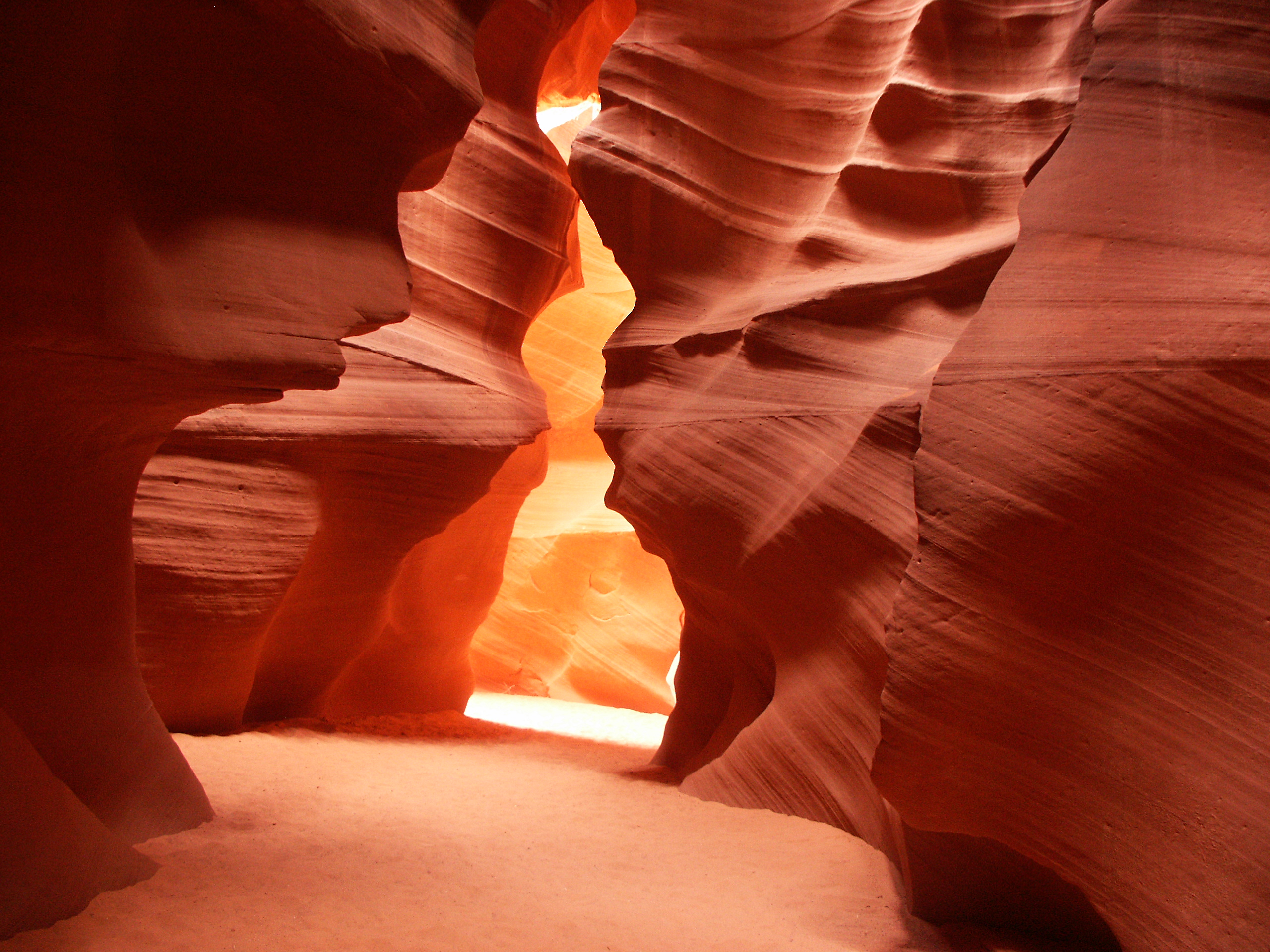
Ausspülungen am Antelope Canyon, die, ähnlich wie bei einem Wadi, durch ein periodisch aktives Fließgewässer gebildet wurden. Die bizarren Formen sind im Zusammenspiel mit dem geologischen Aufbau der Sandsteinfelsen zustande gekommen.

Die Erosion (von lateinisch erodere ‚abnagen‘) ist ein grundlegender Prozess im exogenen Teil des Gesteinskreislaufes. Er beinhaltet die Abtragung von mehr oder weniger stark verwitterten Gesteinen (Regolith) oder Lockersedimenten einschließlich der Böden (siehe Bodenerosion). So erschafft die Erosion einerseits Geländeformen wie Berg und Tal, zerstört selbige jedoch schließlich bei anhaltendem Wirken vollständig, insofern ihr keine endogenen Prozesse (insbesondere Tektonik), die eine Anhebung der Landoberfläche hervorrufen, entgegenwirken. Erosion ist das Gegenstück zur Sedimentation. Der Prozess, der zwischen Erosion und Sedimentation vermittelt, heißt Transport (siehe Hjulström-Diagramm).
Bei Erosion wird im Wesentlichen zwischen linienhafter (linearer) und flächenhafter Erosion unterschieden. Unter linienhafter Erosion versteht man die Eintiefung der Erdoberfläche durch abfließendes Wasser in kleinen, kurzlebigen Rinnsalen (Rillenerosion) oder in Fließgewässern (dann als fluviatile oder Flusserosion bezeichnet). Eine andere und derzeit auf der Erde weniger weit verbreitete Form linienhafter Erosion erfolgt durch Gebirgsgletscher (Exaration oder Glazialerosion). Die entstehenden Talformen sind V-förmig (Kerbtal) bei fluviatiler und U-förmig (Trogtal) bei glazialer Erosion.
Hingegen erfolgt flächenhafte Erosion äolisch (durch Wind), marin (durch  Meeresbrandung und -Strömung), glazial durch Inlandeis und gelegentlich auch direkt durch Niederschläge (siehe Abspülung).
Lineare und flächenhafte Erosion sind nicht vollständig voneinander abgrenzbar und maßstabsabhängig. So wirkt Rillenerosion im kleinen Maßstab linienhaft, im großen Maßstab jedoch flächenhaft (insbesondere z. B. bei Bodenerosion). Auch geht z. B. in Eiszeiten oder in besonders hohen Breiten die lineare Erosion von Gebirgsgletschern in die flächenhafte Erosion von Inlandeisgletschern über. Die großflächige Abtragung und Einebnung ganzer Landoberflächen wird als Denudation bezeichnet.

## Physikalische Grundlagen

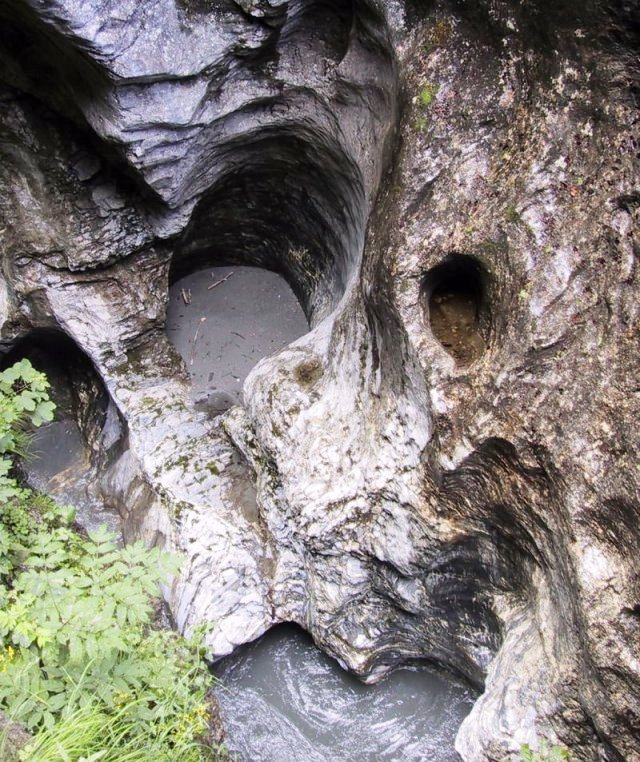
Kleinräumige Flusserosion: Strudeltöpfe im felsigen Untergrund eines Gebirgsbaches in der Liechtensteinklamm, erodiert durch Wasserwirbel

Natürliche Erosion erfolgt in der Regel unter Beteiligung eines strömenden Mediums, wobei es sich in den allermeisten Fällen entweder um flüssiges Wasser, Eis oder Luft in Form von Wind handelt. Da dieses Medium das erodierte Material über mehr oder minder lange Distanzen transportiert (weniger als 100 Meter bis mehrere 1000 Kilometer), nennt man es auch Transportmedium. Bei besonders steilem Relief erfolgt der Materialtransport auch allein durch Schwerkraft, beispielsweise bei Felsstürzen oder beim Hangkriechen.
Das Material des Untergrundes, welches vorher oft durch Verwitterung physikalisch und chemisch zu Lockermaterial (Gesteinsschutt, Sand, Boden) umgewandelt wurde, wird abgeführt, wenn die durch das strömende Medium erzeugte Scherspannung auf die zu erodierenden Partikel stärker ist als die Haftreibung der Partikel untereinander. Die dazu benötigte Strömungsgeschwindigkeit ist umso höher, je niedriger die Dichte des Mediums ist, d. h. Erosion durch Wind erfordert bei gleicher Erosionswirkung höhere Strömungsgeschwindigkeiten als die Erosion durch Wasser. Eine Ausnahme bildet hier die Erosion durch Eis. Obwohl die Dichte von Eis geringfügig niedriger ist als die des Wassers, erfolgt Erosion durch Eis bereits bei sehr niedrigen Geschwindigkeiten. Hier sind eher die Größe und damit die Masse eines Eiskörpers, in der Regel ein Gletscher, ausschlaggebend für die Erosionswirkung. Zudem spricht man bei der Bewegung von Eis nicht von „Strömen“, sondern von „Fließen“ oder „Kriechen“.
Erodiertes Material, das bereits vom strömenden bzw. fließenden Medium mitgeführt wird, kann dessen Erosionswirkung deutlich erhöhen (vgl. Schleifmittel).
Das Ausmaß der Erosion, welche durch die oben genannten Mechanismen hervorgerufen wird, hängt auch maßgeblich von der Beschaffenheit des Untergrundes ab. Die Erosionswirkung ist umso stärker, je geringer die Erosionsresistenz des Untergrundes ist (Petrovarianz). Speziell linienhafte Erosion setzt bevorzugt dort an, wo der Untergrund lokal die geringste Erosionsresistenz besitzt. Dies kann auf primäre Eigenschaften des entsprechenden Gesteinsverbandes zurückzuführen sein. Allgemein gilt hierbei, dass Lockermaterial leichter erodierbar ist als solider Fels, Sand folglich leichter erodierbar als Sandstein. Feinkörniges Material ist leichter erodierbar als grobkörniges Material, Tonstein folglich leichter erodierbar als Sandstein. Magmatische Gesteine, wie Basalt oder Granit, sind in der Regel schwerer erodierbar als Sedimentgesteine. Aber auch sekundäre Modifikationen des Gesteinsverbandes wie Klüfte oder Verwerfungen bieten bevorzugte Angriffspunkte für Erosion.
Ungünstig auf Erosion wirkt sich eine dichte Pflanzendecke aus. Weil es vor dem Devon kaum und vor dem Silur faktisch keine Landpflanzen gab, wird davon ausgegangen, dass im überwiegenden Zeitraum der Erdgeschichte die mittlere globale Erosionsrate, d. h. die durchschnittliche Geschwindigkeit, mit der die Landoberfläche weltweit erodiert wurde, deutlich höher war als heute. Die Abhängigkeit der Erosionsrate von der Vegetationsdichte wird auch als Phytovarianz bezeichnet.

## Formen der subaerischen Erosion
Unter subaerischer Erosion wird die Abtragung der nicht vom Meer bedeckten kontinentalen Landoberfläche verstanden. Je nach erodierendem Medium und dessen Erscheinungsform unterscheidet man:

### Flusserosion (fluviatile Erosion)

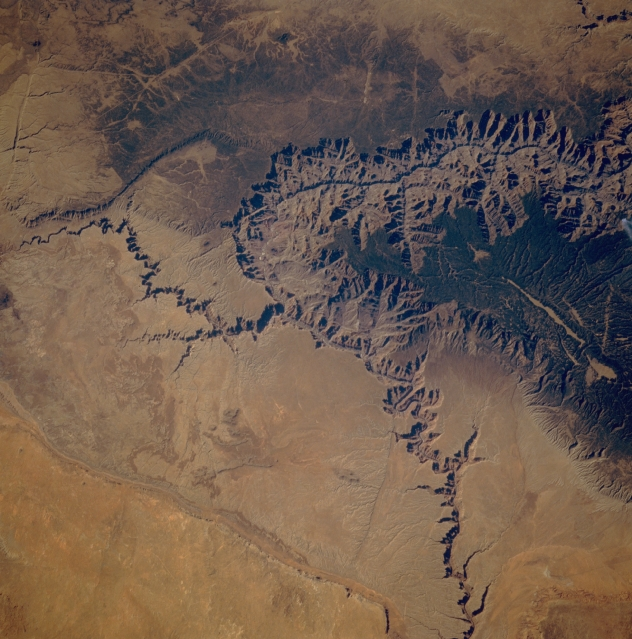
Der Grand Canyon in Arizona (aufgenommen vom Weltraum aus), ein Paradebeispiel für fluviatile Erosion.

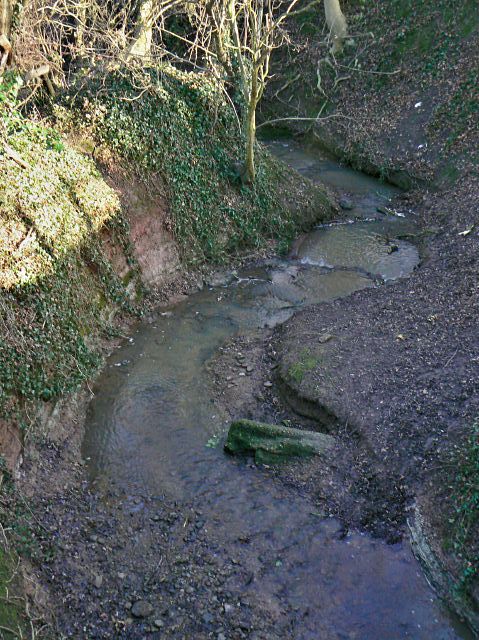
Bachbett, eingeschnitten in triassische Silt- und Tonsteine der Tarporley-Formation. Lambley bei Nottingham, Vereinigtes Königreich.

Flusserosion (fluviatile Erosion), eine lineare Erosionsform, ist die Schaffung von Einschnitten in die Landoberfläche durch die Tätigkeit von Fließgewässern (Bäche, Flüsse).
Ausgangspunkt für jede fluviale Erosion ist ein Quellaustritt, von wo aus das Wasser, der Schwerkraft folgend, in tiefer liegendes Gelände fließt. Die Erosionswirkung ist speziell abhängig von:
- der Wassermenge des Fließgewässers (nicht zuletzt abhängig von den klimatischen Bedingungen)
- der Wasserturbulenz und mitgeführtem Material
- der lokalen Geländemorphologie (Gefälle) und, damit eng verknüpft, der Fließgeschwindigkeit
- dem Höhenunterschied zur Erosionsbasis (Höhenniveau, unterhalb dessen seine Erosionswirkung gleich Null ist, in der Regel ist dies der Meeresspiegel)

Je höher die Wasserführung, die Turbulenz, das lokale Gefälle bzw. die Fließgeschwindigkeit sowie der Höhenunterschied zur Erosionsbasis sind, desto stärker ist die Erosionswirkung. So wird ein Wasserlauf in einem Gebirge weit oberhalb der Erosionsbasis im Laufe von Jahrtausenden ein tiefes Tal einschneiden (typischerweise ein V-förmiges, sogenanntes Kerbtal), selbst wenn seine Wasserführung relativ gering ist. Die im Lauf der Zeit zwangsläufig erfolgende Eintiefung eines solchen Tales in Quellrichtung wird rückschreitende Erosion genannt (siehe dazu auch Wasserfall). Sie kann in besonderen Fällen zur Flussanzapfung führen. Hingegen kann ein Wasserlauf in ebenem Gelände nahe der Erosionsbasis sich selbst bei hoher Wasserführung nicht tief in den Untergrund einschneiden.
Die erosionsbedingte Vertiefung des Flussbettes wird als Tiefenerosion oder Sohlenerosion bezeichnet, da die Sohle, der tiefste Bereich der Fließrinne, bevorzugt erodiert wird. Die Verbreiterung nach der Seite wird als Seitenerosion bezeichnet. Bei schnell fließenden Gebirgsflüssen mit starkem Gefälle überwiegt die Tiefenerosion. Bei träge fließenden Flüssen mit geringem Gefälle überwiegt die Seitenerosion, was dann in der Regel zur Mäanderbildung führt.
Ein idealer Fluss entspringt im Hochgebirge, durchquert dann eine Tiefebene und mündet schließlich ins Meer. Dabei nimmt zur Mündung das lokale Gefälle tendenziell ab und damit die Fließgeschwindigkeit. Kann ein solcher Fluss anfangs noch Geröll und Kies bzw. Schotter mitführen, sind es im Mündungsbereich meist nur noch Tonpartikel (Schwebfracht). Alles Material, das aufgrund der Abnahme der Fließgeschwindigkeit nicht mehr weiter transportiert werden kann, wird auf dem Weg von der Quelle zur Mündung im Flussbett abgelagert (Sedimentation). Bei Hochwasser erfolgt Ablagerung auch außerhalb des eigentlichen Flussbettes. Vom Oberlauf durchquerte Senken können als lokale Erosionsbasen mit erhöhter Sedimentationsrate fungieren.
Über einen gegebenen geologischen Zeitraum hinweg kann es in einem Gebiet zu mehrfachem Wechsel zwischen Erosions- und Sedimentationsphasen kommen, verursacht entweder durch tektonische Hebungs- und Senkungsvorgänge der Erdkruste und deren Auswirkung auf das Flussgefälle oder durch die Anhebung oder Absenkung der absoluten Erosionsbasis durch Schwankungen des Meeresspiegels. Wird mehr sedimentiert als erodiert, sind diese periodischen Wechsel in der Sedimentabfolge des entsprechenden Gebietes durch das Auftreten von Erosionsdiskordanzen dokumentiert. Wird mehr erodiert als sedimentiert, existiert für den betrachteten Zeitraum keine Sedimentabfolge.
In relativ kurzen Zeiträumen kann die Erosionswirkung eines Flusses starken Schwankungen unterworfen sein. Dies gilt in erster Linie für Gebirgsflüsse, welche den Hauptteil ihrer Erosionsarbeit leisten, wenn sie durch starke oder anhaltende Regenfälle ein Vielfaches ihrer üblichen Wassermenge führen.
Kleinformen fluviatiler Erosion, die auf Turbulenzen im strömenden Wasser zurückgehen, sind Gumpen und Kolke.

#### Anthropogener Einfluss auf die natürliche Flusserosion
Die Begradigung und Eindeichung von Bach- und Flussläufen, die Trockenlegung und Aufschüttung von Auengebieten, die zusätzliche Einleitung von Wasser in Fließgewässer (z. B. durch Klärwerke) oder, in einigen Fällen, die künstliche Veränderung der Ufervegetation führen bei zahlreichen Fließgewässern zumindest lokal zu einer Veränderung des Strömungsregimes, was sich in erster Linie in einer Erhöhung der Fließgeschwindigkeit äußert. Dies ruft eine Zunahme der Tiefen- bzw. Sohlenerosionsrate und damit eine beschleunigte Eintiefung der Fließrinne der betroffenen Gewässer hervor (in diesem Zusammenhang wird der Begriff Sohlenerosion auch speziell als anthropogen verursachte, beschleunigte Tiefenerosion definiert). Die Folgen sind Schäden in den mit den jeweiligen Gewässern verknüpften Ökosystemen, u. a. durch die Austrocknung der zunehmend über dem Gewässerniveau liegenden, verbliebenen natürlichen Auengebiete, sowie eine stärkere Hochwassergefährdung der Regionen an den Unterläufen durch das schneller abfließende Hochwasser der Oberläufe (siehe dazu auch Anthropozän).

### Rillenerosion

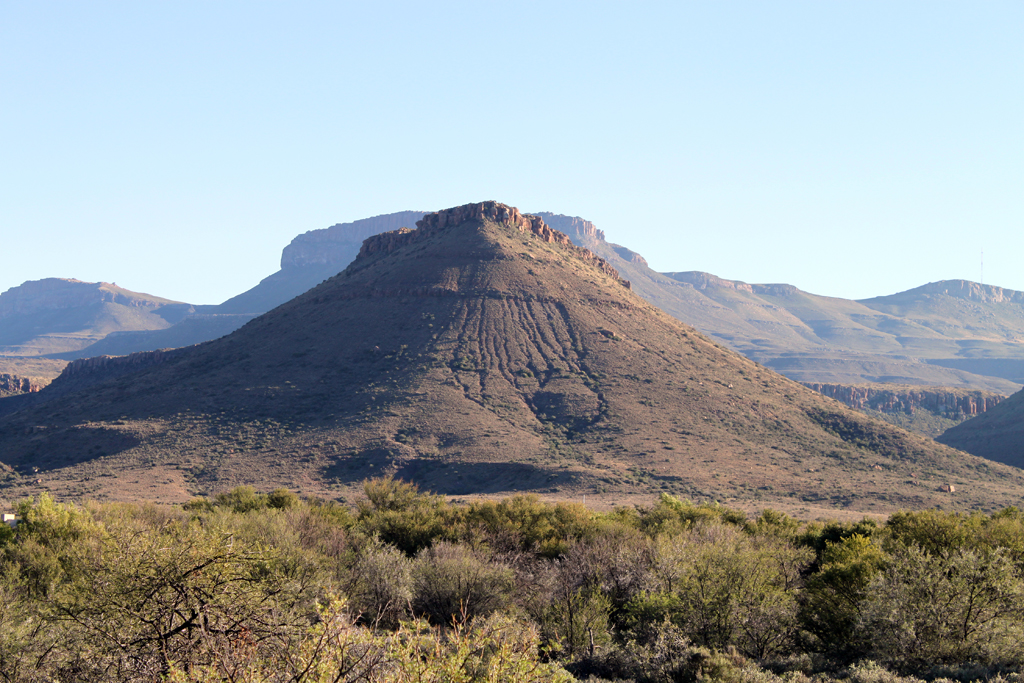
Spülrinnen (Bildmitte) am Hang eines Hügels in der Karoo. Typischerweise wird die Hügelspitze von relativ erosionsresistenten, harten Sandsteinen gebildet.

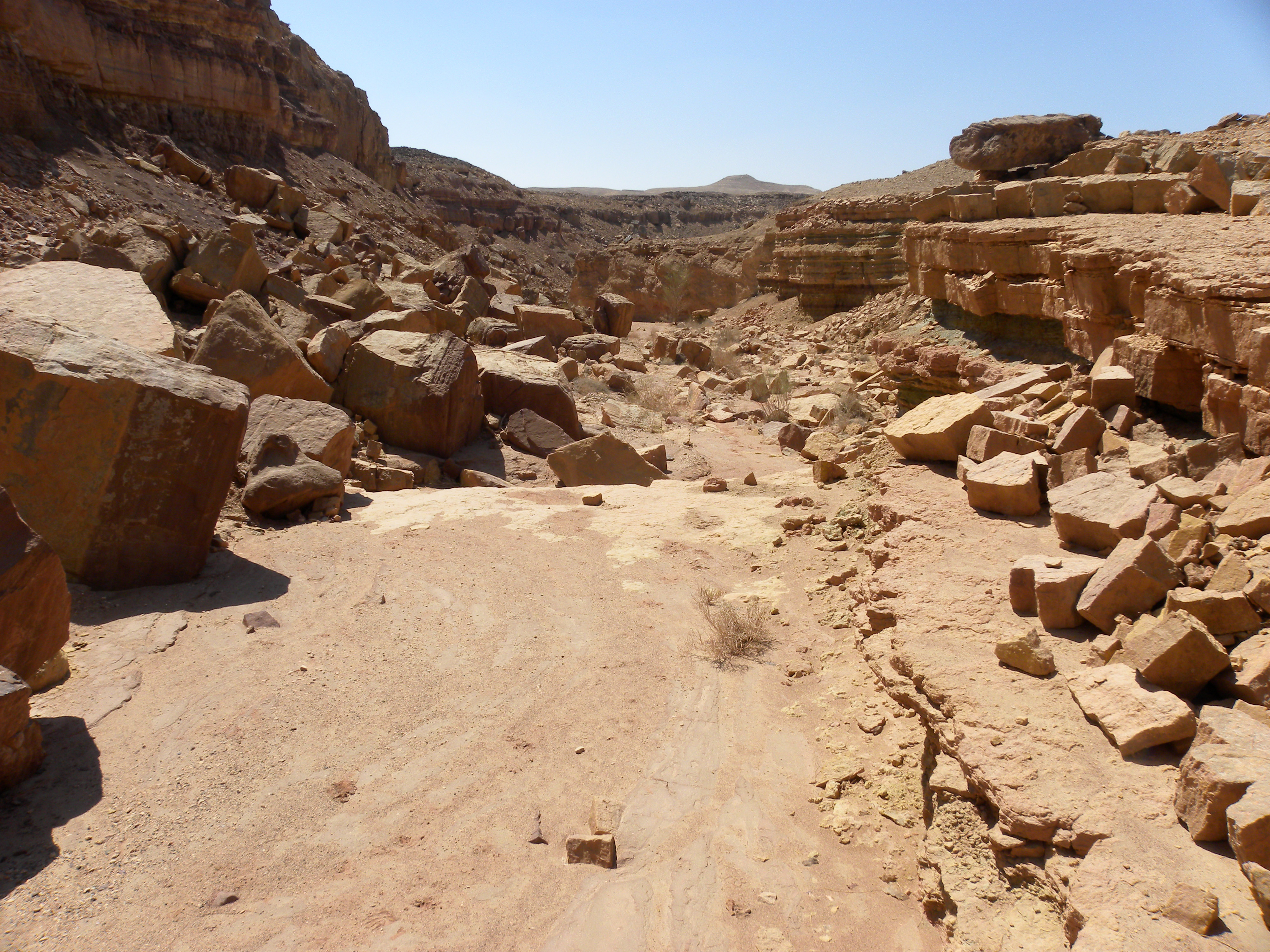
Wadi im Machtesch Ramon, Israel. Die großen Blöcke im Bild sind nicht zwangsläufig durch Wasser dorthin transportiert worden, sondern könnten auch aus der physikalischen Verwitterung der Gesteine in der unmittelbaren Umgebung stammen.

Rillenerosion ist eine in kleinem Maßstab lineare, in großem Maßstab flächenhafte Erosionsform, bei der Niederschlagswasser oberflächlich in kleinen, kurzlebigen Rinnsalen (Spülrinnen) hangabwärts fließt und dabei Material des Untergrundes mit sich führt. Dort, wo das Wasser sich sammelt, wäscht es meist Rinnen aus (siehe auch Runse). Oft fließt das abgeführte Material zusammen mit dem Wasser über die Rinnen in das nächstgelegene Gewässer. Rillenerosion spielt eine Rolle bei der Verbreiterung von Tälern und der Einebnung von Bergen. Die Abführung leicht erodierbaren Materials im Zusammenwirkung von Rillenerosion und fluvialer Erosion und die damit verbundene Bildung von Tälern in Gebirgsregionen wird als Ausräumung bezeichnet.
Rillenerosion ist zudem ein bedeutender Mechanismus bei der Bodenerosion.
Eine spezielle Erosionsrinne, die nur in Trockengebieten auftritt, ist das Wadi (Arroyo). Eine spezielle Erscheinungsform fortgeschrittener Rillenerosion in schwach verfestigten Sedimenten sind die Erdpyramiden.
Ebenfalls in schwach verfestigten Sedimenten und Böden tritt sogenanntes Piping auf. Dabei handelt es sich nicht um oberflächliche Erosion, sondern um innere, „unterirdische“ Erosion. Piping kann auch bei Erdbauwerken wie Dämmen und Deichen auftreten, was zur Schwächung und letztlich zum Bruch eines solchen Bauwerks führt.

### Gletschererosion (glaziale Erosion)

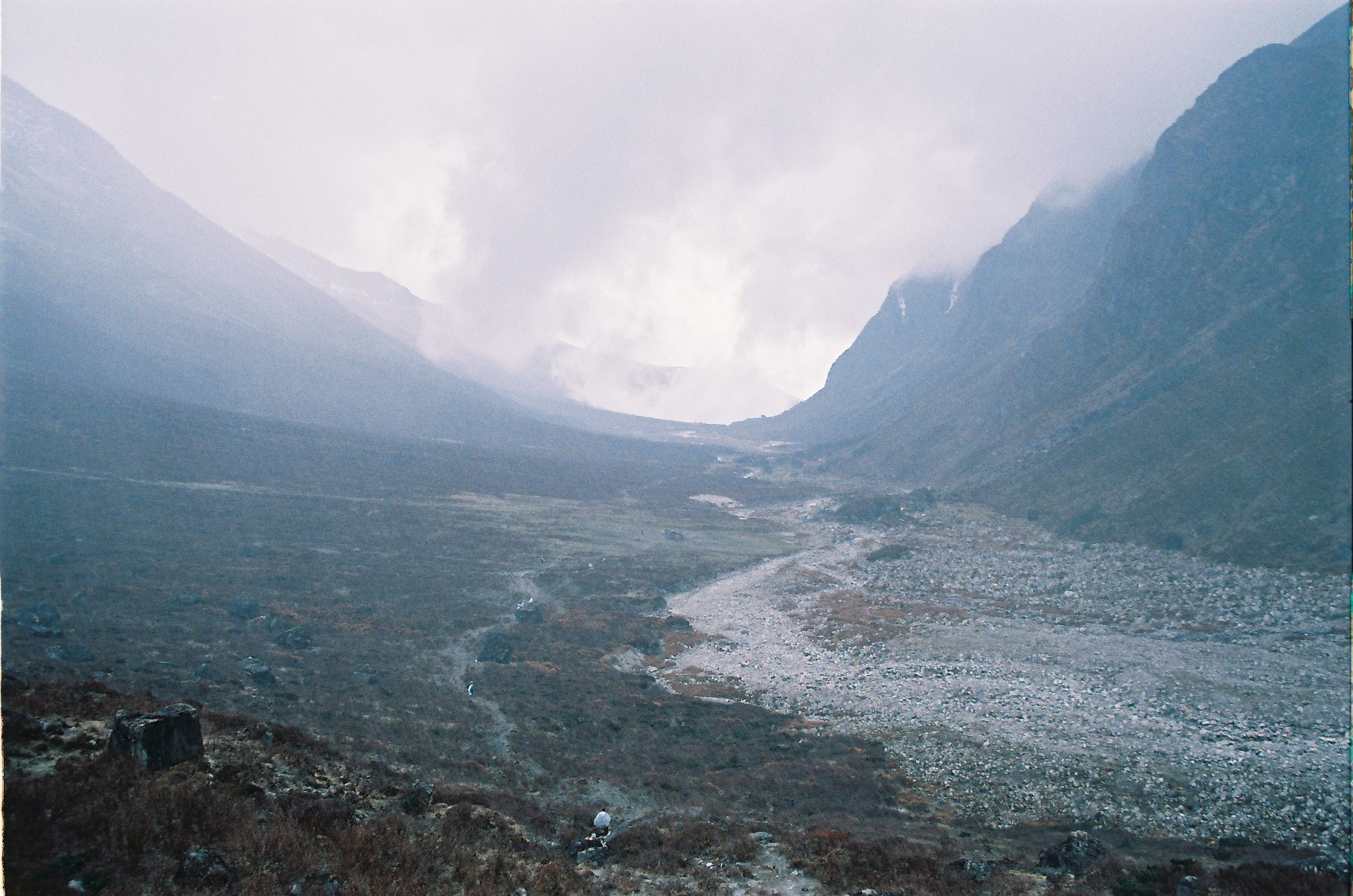
Typisches, durch einen Gletscher geformtes Trogtal im indischen Teil des Himalaya

In Gebieten mit entsprechend kaltem Klima (Hochgebirge, Polargebiete) bilden sich Gletscher. Diese bewegen sich ebenso talwärts wie das Wasser der Flüsse, jedoch nur mit einigen Metern im Jahr, was aber zu ebenso deutlichen Erosionserscheinungen führt. Im Unterschied zu den meist V-förmigen Flusstälern (Kerbtäler) erzeugen die Gletscher U-förmige Talquerschnitte (Trogtäler), deren typische Form auch lange nach dem Abschmelzen noch auf ihre glaziale Entstehung schließen lässt.
Gletschererosion ist ebenfalls primär linear. Während Eiszeiten oder in den heutigen Polargebieten (Antarktis, Grönland) bedecken Gletscher, zu Eisschilden vereinigt, riesige Gebiete, sodass ihre Erosionswirkung dort flächig ist.

### Abrasion (marine Erosion)

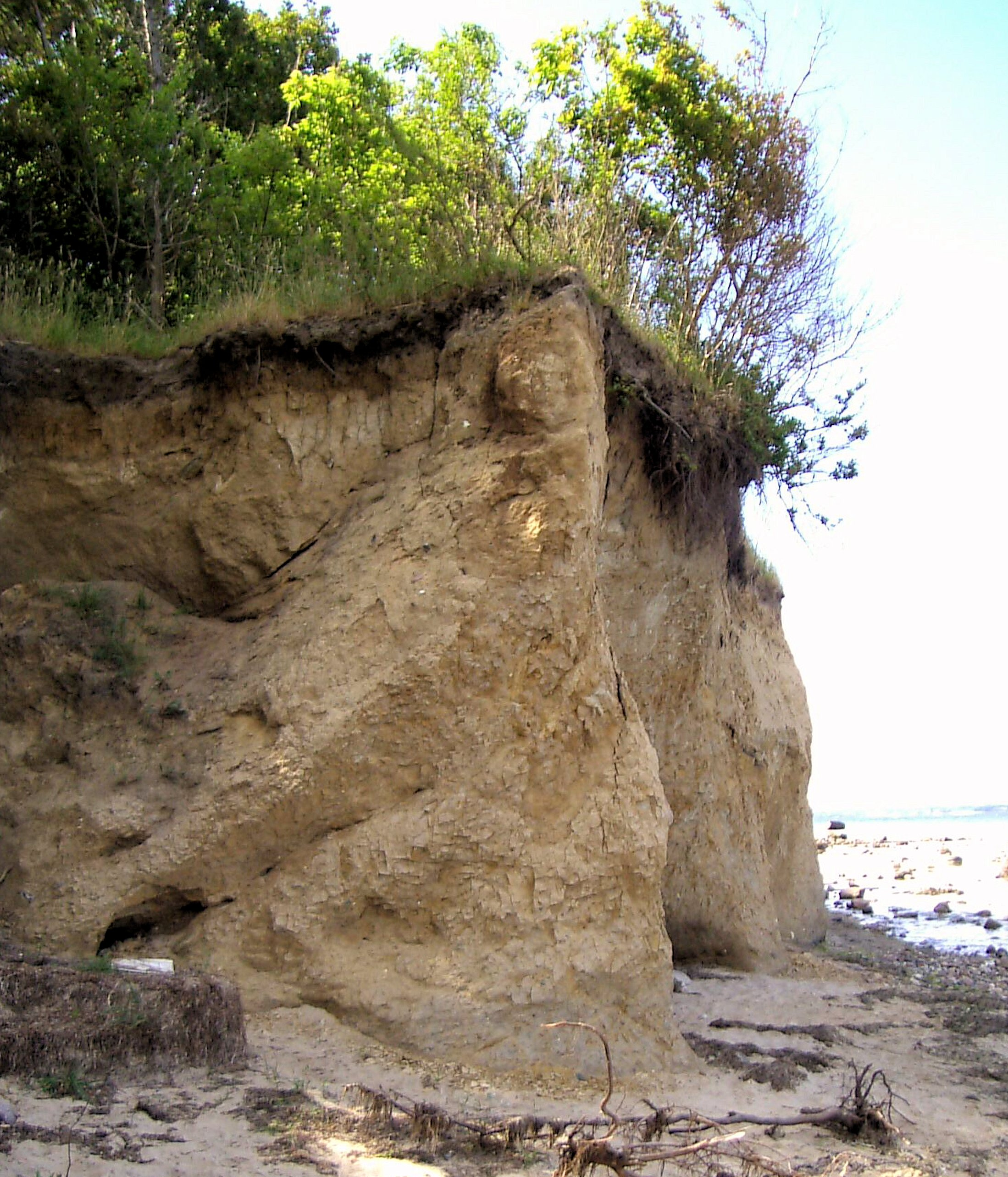
Von Küstenerosion gezeichnetes Kliff an der Westküste der Insel Poel

Diese Erosionsform greift das Festland auf breiter Front an und lässt sich besonders gut an Steilküsten beobachten. Dort führt die Arbeit der Brandung am Kliff zur Entstehung von Brandungshohlkehlen und anderen, ähnlichen Hohlräumen im Gestein, die mit der Zeit einstürzen. Dadurch wird die Küstenlinie ins Landesinnere zurückgedrängt und auf Meeresniveau entsteht eine immer breiter werdende Fläche, die Abrasionsplatte (auch: Brandungsplattform oder Felsschorre).
Abrasion ist linear bis flächig.

### Winderosion (äolische Erosion)

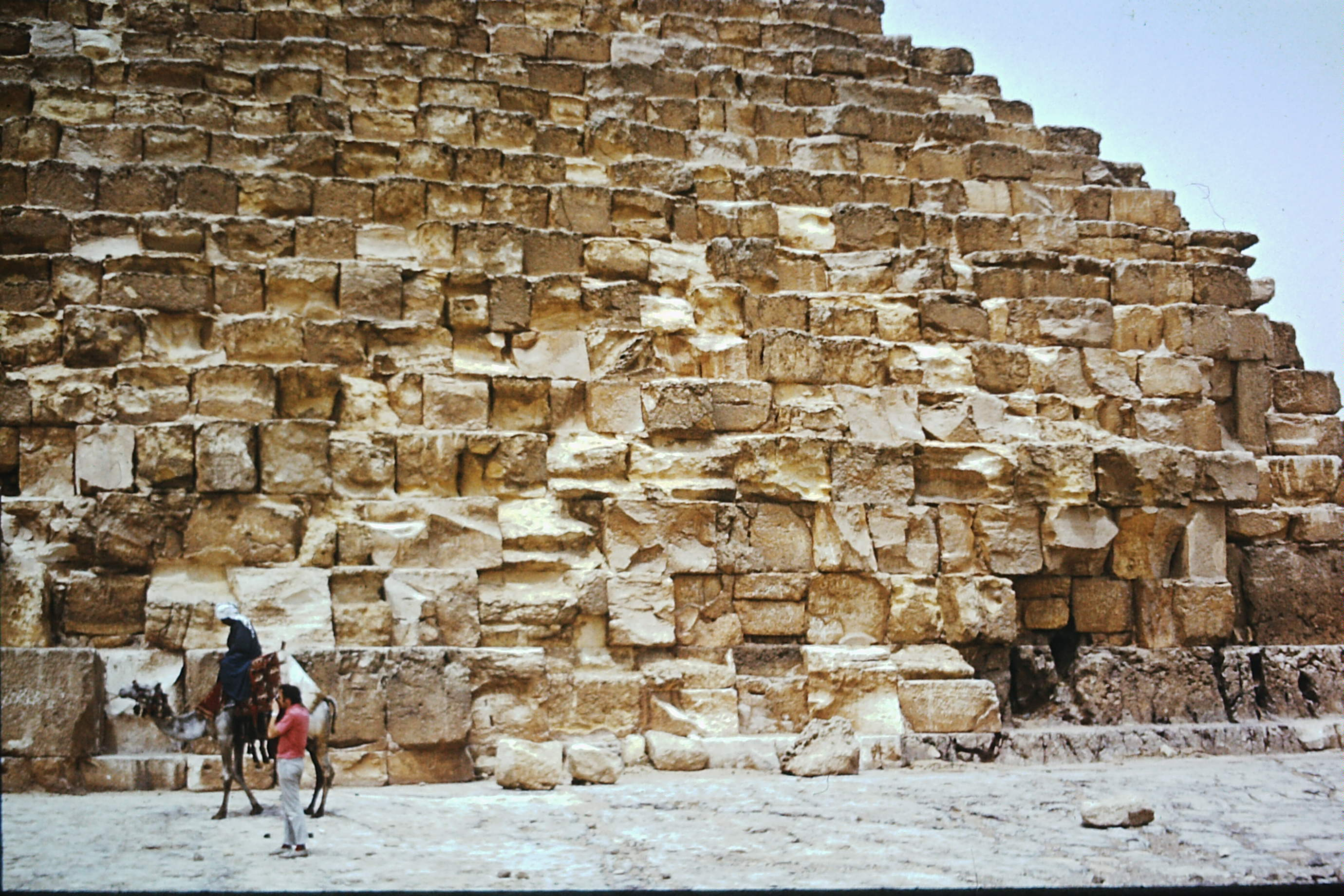
Etliche der Blöcke aus eozänem Kalkstein in den Außenmauern der Cheops-Pyramide sind deutlich von Winderosion (Korrasion) gezeichnet.

Wind wirkt vor allem dann erosiv, wenn er viel Material (Staub, Sand) mit sich führt (äolischer Transport), das dann ähnlich einem Sandstrahlgebläse am anstehenden Gestein des Untergrundes nagt (siehe z. B. Pilzfelsen). Dies tritt bevorzugt in ariden Gebieten (Wüste) bei geringer Vegetation und starker physikalischer Verwitterung auf. Winderosion ist vollflächig.
Bei der Winderosion wird unterschieden nach Deflation (bezeichnet das Wegblasen von Feinpartikeln, die bei der Verwitterung angefallen sind) und Korrasion (bezeichnet die aktive Erosion, also die abschleifende Wirkung auf Felsen und Steine durch mitgeführte Partikel).

## Submarine Erosion
Neben all den oben genannten Erosionsprozessen, die oberhalb des Meeresspiegels ablaufen, findet auch unterhalb des Meeresspiegels Erosion statt. Am bekanntesten ist die linienhafte Erosion des Kontinentalhanges durch Trübeströme (siehe unterseeischer Canyon).

## Erosion auf anderen terrestrischen Planeten
Überall dort, wo ähnliche physikalische Voraussetzungen wie auf der Erde herrschen, können entsprechende Erosionsprozesse auch auf anderen Planeten stattfinden. Besonders gut bekannt ist dies vom Nachbarplaneten Mars, wo Erosionsrinnen beobachtet wurden, die eindeutig auf fließendes Wasser zurückgehen. Es handelt sich dort aber nicht um echte fluviatile Erosion, denn die Wasserströme, welche diese Rinnen formten, waren aufgrund der dünnen Atmosphäre des Mars sehr kurzlebig.
Die aktuell vermutlich einzige sowohl auf der Erde als auch dem Mars aktive Erosionsform ist Winderosion, wobei die Windgeschwindigkeiten, die eine ausreichende Scherspannung für den Materialtransport erzeugen können, wegen der geringen Dichte der Atmosphäre auf dem Mars um ein Vielfaches höher sein müssen als auf der Erde.

## Bioerosion

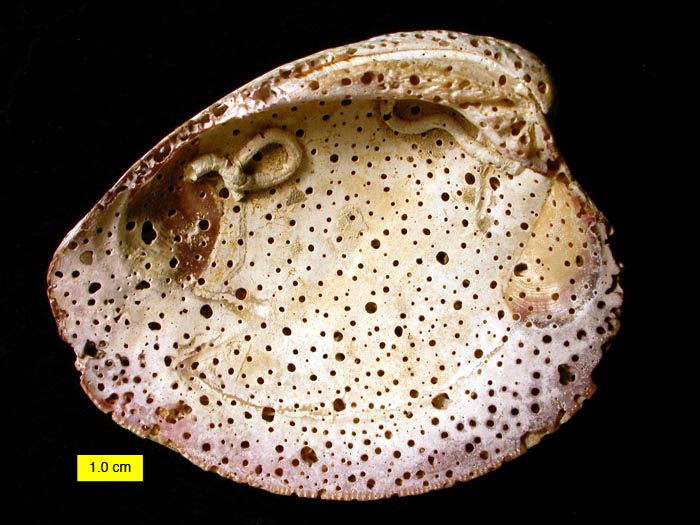
Mit Bohrspuren des Bohrschwamms Cliona übersäte linke Klappe einer Nördlichen Venusmuschel (Mercenaria mercenaria).

Unter Bioerosion wird die zerstörerische Einwirkung lebender Organismen auf harte Substrate verstanden. Damit unterscheidet sich Bioerosion grundlegend von abiogener Erosion. Betroffen sind in erster Linie karbonatische Substrate im Meer. Die Zerstörung erfolgt mechanisch, wie z. B. durch die Fraßtätigkeit von Papageienfischen und Seeigeln an Steinkorallen, und/oder chemisch, wie z. B. durch die Bohrtätigkeit des Bohrschwammes Cliona und der Muschel Lithophaga in Skeletten diverser Wirbelloser Meerestiere bzw. in Kalksteinfelsen in der Gezeitenzone (siehe auch Palichnologie). Im Fall mechanischer Bioerosion wird das Substrat unmittelbar zerkleinert, im Fall chemischer Bioerosion wird es nur strukturell geschwächt und damit jedoch einer nachfolgenden abiogenen Zerkleinerung und Erosion Vorschub geleistet.
In Feldstudien wurde nachgewiesen, dass die Bioerosionsrate in modernen Korallenriffen annähernd genau so groß ist wie deren mittlere Wachstumsrate. In Einzelfällen liegt sie sogar deutlich darüber.